# Будевская, Адриана
Адриана Будевская (настоящее имя и фамилия Адриана Кынчева Ганчева) (болг. Адриана Будевска; 13 декабря 1878, Добрич — 9 декабря 1955, София) — болгарская театральная актриса, народная артистка НРБ (1953).
Одна из основоположников реалистического актёрского искусства и профессионального театра Болгарии.

## Биография
После окончания гимназии в 1895 году, выиграла конкурс, на котором Иван Вазов и профессор Иван Шишманов высоко оценили большой артистический талант 17-летней Адрианы, и в качестве стипендиата Министерства просвещения отправилась на обучение в Театральное училище Малого театра в Москве, где стала ученицей Александра Ленского.
В 1899 году окончила училище и в том же году дебютировала в Софии на сцене драматического театра «Слеза и смех» (с 1904 — Народный театр) в главной роли в пьесе «Василиса Мелентьева» А. Н. Островского.
В 1904 вместе с группой актёров, недовольных казёнными порядками Народного театра, организовала в Варне «Свободный театр», в котором, помимо национальной драматургии, ставились пьесы М. Горького, Л. Н. Толстого, А. Н. Островского, Г. Ибсена и др.
В 1906 году театр закрылся, актёры вернулись в Народный театр, где А. Будевская проработала до 1926 года. Вместе со своим мужем Христо Ганчевым стала одним из создателей профессионального болгарского театра.
В этот период она исполнила свои лучшие роли в национальной, русской и зарубежной классической драматургии.
В 1926 году в результате политических преследований А. Будевская (вместе с Василом Кирковым) в расцвете творческих сил  была уволена и на более, чем 10 лет отлучена от театральной сцены, в 1937 артистка вынуждена была уехать в Южную Америку со своим сыном. Это вызвало тогда большой общественный резонанс.
Большим поклонником её таланта был болгарский лидер Г. Димитров, поэтому народная власть, преследуя представителей буржуазного искусства и учитывая заслуги Будевской, официально пригласила её вернуться на родину, чем она и воспользовалась. В 1948 вернулась из Аргентины на родину. 20 февраля 1949 года болгарская общественность торжественно отметила её 70-летие. Но было уже слишком поздно, чтобы А. Будевская вернулась на сцену.
Умерла она в Софии в 1955 году.

## Творчество
А. Будевская — знаменитая болгарская драматическая актриса. В своем творчестве сохраняла реалистические традиции русского театра и классического репертуара.

## Избранные роли в театре
- Нина Заречная («Чайка» А. П. Чехова)
- Свекровь (одноимённая комедия А. Страшимирова),
- Цена («Змеиная свадьба» Тодорова),
- Рада («Под игом» по И. Вазову),
- Нора (одноимённая пьеса Ибсена),
- Офелия и леди Макбет («Гамлет» и «Макбет» Шекспира)
- Маргарита Готье («Дама с камелиями» Александра Дюма (сына))
- Эмилия Галотти (одноимённая трагедия Г. Э. Лессинга) и др.

## Семья
Семейная жизнь актрисы сложилась несчастливо. В 1901 вышла замуж за талантливого актёра Христо Ганчева. В 1912 году он был мобилизован и вскоре умер от тифа. Месяц спустя умерла младшая дочь А. Будевской. Ещё один из её детей — сын трагически погиб через несколько лет — был убит в Италии.

## Память
В честь болгарской актрисы назван «Драматический театр «Адриана Будевская»» в Бургасе.